# Converting Vegetarians II
Albums de Infected Mushroom
Friends on Mushrooms
(2015) Return to the Sauce
(2017)
Converting Vegetarians II est le dixième album de trance psychédélique du groupe Infected Mushroom, sorti le 11 septembre 2015. C'est une suite de l'album Converting Vegetarians.

## Titres
1. She Zoremet – 5:14
2. Yamakas in Space – 7:33
3. Sense of Direction – 3:25
4. Animatronica – 6:15
5. Feelings – 4:10
6. Pink Froid – 7:40
7. Demons of Pain – 2:58
8. Zoan Zound – 4:31
9. Blue Swan 5 – 8:58
10. Fields of Grey (feat. Sasha Grey) – 4:18
11. Leopold – 4:14
12. On the Road Again – 3:59
13. Stuck in a Loop – 4:23
14. Mexicali – 3:45
15. The Surgeon – 6:21